# Con te partirò
Con te partirò [kon ˈte ppartiˈrɔ] er en italiensk klassisk crossover. Musikken er af Francesco Sartori, teksten af Lucio Quarantotto. Den blev første gang sunget af den blinde sanger Andrea Bocelli på San Remo-festivalen i 1995 og blev indspillet på hans album Bocelli samme år. Sangen har toppet hitlisterne i flere lande og er sammen med den engelsksprogede version, Time to Say Goodbye, Bocellis mest succesfulde sang. Sangen blev indspillet for anden gang med engelsk tekst sammen med sopranen Sarah Brightman. De to versioner er Bocellis mest solgte sange.

| Musik | Spire Denne musikartikel er en spire som bør udbygges. Du er velkommen til at hjælpe Wikipedia ved at udvide den. |